# (100743) 1998 DC30
(100743) 1998 DC30 es un asteroide perteneciente a asteroides que cruzan la órbita de Marte descubierto el 23 de febrero de 1998 por el equipo del Spacewatch desde el Observatorio Nacional de Kitt Peak, Arizona, Estados Unidos.

## Designación y nombre
Designado provisionalmente como 1998 DC30.

## Características orbitales
1998 DC30 está situado a una distancia media del Sol de 2,207 ua, pudiendo alejarse hasta 2,778 ua y acercarse hasta 1,636 ua. Su excentricidad es 0,258 y la inclinación orbital 6,965 grados. Emplea 1198,22 días en completar una órbita alrededor del Sol.

## Características físicas
La magnitud absoluta de 1998 DC30 es 16,2. 